# J-불변량

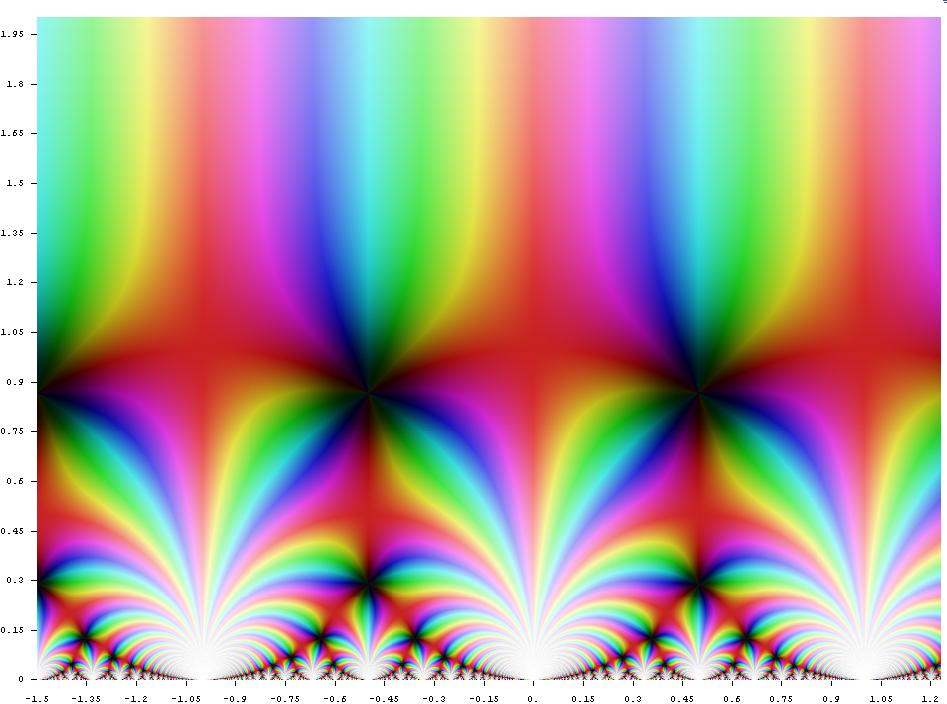
j-불변량 의 그래프

수학에서 {\displaystyle j}-불변량(j-不變量, 영어: j-invariant)은 모듈러 함수의 하나다. {\displaystyle j}-불변량의 모든 유리 함수 또한 모듈러 함수이며, 모든 모듈러 함수는 {\displaystyle j}-불변량의 유리 함수로 나타낼 수 있다.

## 정의
상반평면 {\displaystyle \tau \in \mathbb {H} }에 대하여, 다음과 같은 함수들을 정의하자.
{\displaystyle g_{2}(\tau )=60\sum _{(m,n)\neq (0,0)}(m+n\tau )^{-4}}
{\displaystyle g_{3}(\tau )=140\sum _{(m,n)\neq (0,0)}(m+n\tau )^{-6}}
그렇다면 다음과 같은 함수를 정의할 수 있다.
{\displaystyle j(\tau )=1728{\frac {g_{2}(\tau )^{3}}{g_{2}(\tau )^{3}-27g_{3}(\tau )^{2}}}}
이를 {\displaystyle j}-불변량이라고 한다. 일부 문헌에서는 {\displaystyle j(\tau )} 대신 {\displaystyle J(\tau )=j(\tau )/1728}을 사용하기도 한다.

## 특별한 값
특별한 점에서 {\displaystyle j}-불변량의 값은 다음과 같다.
| τ    | i    | exp(2πi/3) | exp(2πi/6) | i∞ | {\displaystyle (1+i{\sqrt {7}})/2} | {\displaystyle (1+i{\sqrt {11}})/2} | {\displaystyle (1+i{\sqrt {19}})/2} | {\displaystyle (1+i{\sqrt {43}})/2} | {\displaystyle (1+i{\sqrt {67}})/2} | {\displaystyle (1+i{\sqrt {163}})/2} |
| j(τ) | 1728 | 0          | 0          | ∞  | −153                               | −323                                | −963                                | −9603                               | −52803                              | −6403203                             |

이 가운데, 7, 11, 19, 43, 67은 헤그너 수이다.

### 헤그너 수와 라마누잔 상수
{\displaystyle d}가 헤그너 수라면 {\displaystyle j((1+i{\sqrt {d}})/2)}는 정수이다. 따라서, 그 푸리에 급수에 따라서
{\displaystyle j((1+i{\sqrt {d}})/2)={\frac {1}{q}}+744+196884q+\cdots }
이다. 여기서 {\displaystyle d}가 크다면
{\displaystyle q=-\exp(-\pi {\sqrt {d}})}
의 절댓값은 매우 작다. 따라서 푸리에 급수의 고차항을 버리고, 다음과 같은 근사식을 쓸 수 있다.
{\displaystyle \exp(\pi {\sqrt {d}})+744\approx j((1+i{\sqrt {d}})/2)\in \mathbb {Z} }
즉, {\displaystyle \exp(\pi {\sqrt {d}})}는 정수에 매우 가까운 초월수이다. 가장 큰 헤그너 수 {\displaystyle d=163}을 사용하면
{\displaystyle e^{\pi {\sqrt {163}}}=262\,537\,412\,640\,768\,743.999\,999\,999\,999\,25\cdots }
이다. 이는 스리니바사 라마누잔이 발견하였고, 라마누잔 수(영어: Ramanujan number)라고 한다.

## 푸리에 급수와 가공할 헛소리
j-불변량의 푸리에 급수는 {\displaystyle q=\exp(2\pi i\tau )}를 사용하여 적으면 다음과 같다 (OEIS의 수열 A000521)
{\displaystyle j(\tau )={\frac {1}{q}}+744+196884q+21493760q^{2}+864299970q^{3}+20245856256q^{4}+333202640600q^{5}+\cdots }
이 계수들은 가장 큰 예외적 유한 단순군인 괴물군의 기약 표현들의 차원과 관계있다.
{\displaystyle {\begin{aligned}1&=1\\196884&=196883+1\\21493760&=21296876+196883+1\\864299970&=842609326+21296876+2\cdot 196883+2\cdot 1\\20245856256&=18538750076+2\cdot 842609326+21296876+3\cdot 196883+3\cdot 1\\&=19360062527+842609326+2\cdot 21296876+3\cdot 196883+2\cdot 1\\333202640600&=293553734298+2\cdot 18538750076+3\cdot 842609326+2\cdot 21296876+5\cdot 196883+5\cdot 1\\&=293553734298+19360062527+18538750076+2\cdot 842609326+3\cdot 21296876+5\cdot 196883+4\cdot 1\\4252023300096&=3879214937598+293553734298+4\cdot 18538750076+6\cdot 842609326+2\cdot 21296876+7\cdot 196883+7\cdot 1\\&{}\,\,\,\vdots \end{aligned}}}
이 관계를 가공할 헛소리(영어: monstrous moonshine 몬스트러스 문샤인[*])라고 한다. 여기서 영어: monstrous(가공할, 말도 안 되는)는 괴물 군(영어: monster group)에 대한 말장난이다. 이 놀라운 관계는 원래 존 매케이(영어: John McKay, 1939–)가 1970년대에 최초로 발견하였고, 존 호턴 콘웨이가 이러한 이름을 붙였다. 이 사실은 리처드 보처즈가 리치 격자(Leech lattice)에 축소화한 보손 끈 이론을 사용해 설명하였고, 이 공로로 필즈상을 수상하였다.

## 같이 보기
- 바이어슈트라스 제타 함수
- 자기동형 형식
- 클래스 넘버 문제

## 참고 문헌
- Apostol, Tom M. (1990). 《Modular functions and Dirichlet Series in Number Theory》. Graduate Texts in Mathematics 41 2판. Springer. doi:10.1007/978-1-4612-0999-7. ISBN 0-387-97127-0. ISSN 0072-5285. MR 1027834.
- Berndt, Bruce C.; Heng Huat Chan (1999년 12월). “Ramanujan and the modular j-invariant”. 《Canadian Mathematical Bulletin》 42 (4): 427–440. doi:10.4153/CMB-1999-050-1. ISSN 0008-4395. MR 1727340.
- Cox, David A. (1989). 《Primes of the Form x2+ny2: Fermat, Class Field Theory, and Complex Multiplication》. New York: Wiley-Interscience Publication, John Wiley & Sons. MR 1028322.
- Conway, John Horton; Simon P. Norton (1979). “Monstrous moonshine”. 《Bulletin of the London Mathematical Society》 11 (3): 308–339. doi:10.1112/blms/11.3.308. ISSN 0024-6093. MR 0554399.
- Rankin, Robert A. (1977). 《Modular forms and functions》. Cambridge: Cambridge University Press. doi:10.1017/CBO9780511566035. ISBN 978-0-52121212-0. MR 0498390.